# Jōji Nakata
Jōji Nakata (中田 譲治?, Nakata Jōji; Tokyo, 22 aprile 1954) è un doppiatore giapponese.

## Ruoli interpretati

### Serie animate
- Akame ga Kill! (Liver)
- Black Lagoon (Kageyama)
- Carnival Phantasm (Nrvnqsr Chaos, Neco-Arc Chaos, Kirei Kotomine)
- Code Geass: Lelouch of the Rebellion (Diethard Ried)
- Cowboy Bebop (MPU)
- Detective Conan (Koichi Yamabe)
- Devil May Cry (Baul)
- Elfen Lied (Bandou)
- Fairy Tail (Keyes)
- Fate/stay night (Kirei Kotomine)
- Fate/Zero (Kirei Kotomine)
- Fate/stay night: Unlimited Blade Works (Kirei Kotomine)
- Fate/kaleid liner Prisma Illya 3rei!! (Kirei Kotomine)
- Fate/Extra Last Encore (Kirei Kotomine)
- Fullmetal Alchemist (Halling)
- Gintama (Doshin, Toma Kuraba)
- Guilty Gear -STRIVE-: Dual Rulers (Sol Badguy)
- Gungrave (Ladd)
- Hellsing (Alucard)
- Highschool of the Dead (Soichiro Takagi)
- I cieli di Escaflowne (Folken Fanel)
- Il conte di Montecristo (Il conte di Montecristo/Edmond Dantès)
- Jujutsu kaisen - Sorcery Fight (Naobito Zenin)
- Kenichi (Berserker)
- Kengan Ashura (Hideki Nogi)
- Kenshin - Samurai vagabondo (Lentz)
- Keroro (Giroro)
- Mobile Suit Victory Gundam (Leonid Almodovar, Godwald Hein, Mandella Soone)
- Naruto (Baki)
- Naruto: Shippuden (Baki)
- One Piece (Wetton, Hody Jones)
- Persona 5: The Animation (Sojiro Sakura)
- Sfondamento dei cieli Gurren Lagann (Magin, Rossiu Adai (adulto))
- Slayers Next (Gaav)
- Slayers Try (Gaav)
- Sonic X (Dark Oak)
- Soul Eater (Faraone)
- Transformers: Cybertron (Megatron/Galvatron)

### OAV
- Hellsing Ultimate (Alucard)
- Princess Resurrection (Gilliam)

### Film animati
- Fate/stay night: Heaven's Feel - I. presage flower (Kirei Kotomine)
- Fate/stay night: Heaven's Feel - II. lost butterfly (Kirei Kotomine)
- Fate/stay night: Heaven's Feel - III. spring song (Kirei Kotomine)
- Il professor Layton e l'eterna Diva (Federick Bargland)
- One Piece Film: Red (Howling Gab)
- Street Fighter II: The Animated Movie (Balrog)

### Videogiochi
- Anarchy Reigns (Jack Cayman)
- Arc - Il tramonto degli Spiriti (Ganz)
- ASH: Archaic Sealed Heat (Bamyganant)
- Atelier Ayesha: The Alchemist of Dusk (Keithgriff Hazeldine)
- Atelier Shallie: Alchemists of the Dusk Sea (Keithgriff Hazeldine)
- Atelier Resleriana: Forgotten Alchemy & the Liberator of Polar Night (Keithgriff Hazeldine)
- Bravely Default (Fiore de Rosa)
- Castlevania Judgment (Dracula)
- Crisis Core: Final Fantasy VII Reunion (Weiss l'Immacolato)
- Crystar (Heraclitus)
- Dead or Alive: Dimensions (Leon)
- Dead or Alive 5 (Leon)
- Devil Summoner: Soul Hackers (versione 3DS) (Gōto-Dōji, Goto-Dōji)
- Dirge of Cerberus: Final Fantasy VII (Grimoire Valentine, Weiss l'Immacolato)
- Dragon Quest VIII: L'odissea del re maledetto (versione 3DS) (Morrie)
- Dragon Quest Rivals (Morrie)
- Enchanted Arms (Kou)
- Ehrgeiz: God Bless the Ring (Ken Mishima/Godhand)
- Epic Seven (Sol Badguy)
- Eternal Sonata (Jazz)
- Etrian Odyssey Untold: The Millennium Girl (Disil)
- Eiyuden Chronicle: Hundred Heroes (Dux Aldric)
- Fate/stay night [Realta Nua] (Kirei Kotomine)
- Fate/tiger colosseum (Kirei Kotomine)
- Fate/unlimited codes (Kirei Kotomine)
- Fate/Extra CCC (Kirei Kotomine)
- Fate/hollow ataraxia (Kirei Kotomine, Narratore)
- Fate/Grand Order (Assassin/Re Hassan, Alter Ego/Grigori Rasputin)
- Final Fantasy XIV: Heavensward (Varis zos Galvus)
- Final Fantasy XIV: Stormblood (Varis zos Galvus)
- Final Fantasy XIV: Shadowbringers (Varis zos Galvus)
- Final Fantasy VII Remake: Intergrade (Weiss l'Immacolato)
- Fire Emblem Heroes (Gustav)
- Freedom Wars (Uwe "Sakamoto" Cabrera)
- G.A.S.P!! Fighters' NEXTream (Gōriki)
- Granblue Fantasy (Violet Knight)
- Guilty Gear XX (Sol Badguy (2^ voce))
- Guilty Gear 2: Overture (Sol Badguy)
- Guilty Gear Xrd -SIGN- (Sol Badguy)
- Guilty Gear Xrd -REVELATOR- (Sol Badguy)
- Guilty Gear -STRIVE- (Sol Badguy)
- Infinity Strash - Dragon Quest: The Adventure of Dai (Custode delle Memorie)
- Jack Jeanne (Kazuya Tagane)
- Jak II: Renegade (Sig)
- JoJo's Bizarre Adventure: Eyes of Heaven (Enrico Pucci)
- Kenichi: The Mightiest Disciple: Fierce Battle! The Eight Fists of Ragnarok (Berserker)
- Kingdom Hearts II (Luxord)
- Kingdom Hearts 358/2 Days (Luxord)
- Kingdom Hearts HD 1.5 Remix (Luxord)
- Kingdom Hearts III (Luxord)
- Lollipop Chainsaw (Gideon Starling)
- Majikoi! R (Kyojin Usami)
- Marvel vs. Capcom 3: Fate of Two Worlds (Albert Wesker)
- Mario & Sonic ai Giochi olimpici di Rio 2016 (Zavok)
- Mario & Sonic ai Giochi olimpici di Tokyo 2020 (Zavok)
- Max Payne (Jack Lupino)
- Melty Blood (Nrvnqsr Chaos)
- Melty Blood Act Cadenza (Nrvnqsr Chaos, Neco-Arc Chaos)
- Melty Blood Actress Again (Nrvnqsr Chaos, Neco-Arc Chaos)
- Mobile Suit Gundam SEED Battle Destiny (Jean Carry)
- Muramasa Rebirth (Jinkuro)
- Naruto: Ultimate Ninja (Baki)
- Naruto Shippuden: Ultimate Ninja 4 (Baki)
- Naruto Shippuden: Gekitou Ninja Taisen! EX 3 (Baki)
- Naruto Shippuden: Legends: Akatsuki Rising (Baki)
- Naruto Shippuden: Ultimate Ninja Heroes 3 (Baki)
- Naruto Shippuden: Ultimate Ninja Storm 2 (Baki)
- Naruto Shippuden: Gekitou Ninja Taisen! EX Special (Baki)
- Naruto Shippuden: Ultimate Ninja Impact (Baki)
- Naruto Shippuden: Ultimate Ninja Storm 3 (Baki)
- Naruto Shippuden: Ultimate Ninja Storm Revolution (Baki)
- NeoGeo Battle Coliseum (Goodman)
- Nier: Automata (Terminale Alpha, Terminale Beta)
- Nioh (Date Shigesawa)
- Octopath Traveler II (Osvald V. Vanstein)
- One Piece: Unlimited World Red (Hody Jones)
- One Piece: Pirate Warriors 3 (Hody Jones)
- Overwatch (Doomfist)
- Persona 2: Eternal Punishment (Baofu)
- Persona 5 (Sojiro Sakura)
- Persona 5 Royal (Sojiro Sakura)
- Persona 5 Strikers (Sojiro Sakura)
- Pokémon Masters EX (Max)
- Prince of Persia: I due troni (Principe oscuro)
- Raidou Remastered: The Mystery of the Soulless Army (Gōto-Dōji, Goto-Dōji, Hayataro)
- Resident Evil HD Remaster (Albert Wesker)
- Resident Evil Zero HD Remaster (Albert Wesker)
- Resident Evil 4 (videogioco 2023) (Albert Wesker)
- River City Girls 2 (Sol Badguy)
- Robot Alchemic Drive (Shinichi Kurosugi)
- Samurai Warriors (Kenshin Uesugi, Ieyasu Tokugawa)
- Samurai Warriors 2 (Kenshin Uesugi, Ieyasu Tokugawa)
- Samurai Warriors 3 (Kenshin Uesugi, Ieyasu Tokugawa)
- Samurai Warriors 4 (Kenshin Uesugi, Ieyasu Tokugawa)
- Samurai Warriors: Spirit of Sanada (Kenshin Uesugi, Ieyasu Tokugawa)
- Secret of Mana (Thanatos)
- Shin Megami Tensei III: Nocturne HD Remaster (Gōto-Dōji)
- Shin Megami Tensei V (Hayataro)
- Shin Megami Tensei V: Vengeance (Hayataro)
- Sonic Adventure (E-102 Gamma)
- Sonic Shuffle (E-102 Gamma)
- Sonic Lost World (Zavok)
- Sonic Forces (Zavok)
- Soulcalibur IV (Algol)
- Soulcalibur: Broken Destiny (Algol)
- Soulcalibur V (Algol)
- Spikeout: Digital Battle Online (Tenshin)
- Spikers Battle (Tenshin)
- Summon Night 3 (Yafha)
- Summon Night Granthese: Sword of Ruin and the Knight's Promise (Belguard)
- Super Robot Wars Alpha (Godwald Hein)
- Super Robot Wars V (Ahlforz)
- Tales of Rebirth (Eephon)
- Tales of the Abyss (Van Grants)
- Tales of the Rays (Van Grants, Sol Badguy)
- Tales of Arise (Ganabelt Valkyris)
- Team Sonic Racing (Zavok)
- Tekken (Kazuya Mishima, Lee Chaolan)
- Tekken 2 (Kazuya Mishima/Devil)
- Tekken Tag Tournament (Kazuya Mishima/Devil)
- Teppen (Albert Wesker)
- The King of Fighters: All Star (Sol Badguy)
- The Last Story (Zangurak)
- The Legend of Heroes: Trails in the Sky the 3rd (Giliath Osborne)
- The Legend of Heroes: Trails to Azure (Giliath Osborne)
- The Legend of Heroes: Trails of Cold Steel (Giliath Osborne)
- The Legend of Heroes: Trails of Cold Steel II (Giliath Osborne)
- The Legend of Heroes: Trails of Cold Steel III (Giliath Osborne)
- The Legend of Heroes: Trails of Cold Steel IV (Giliath Osborne)
- Trauma Center: Under the Knife 2 (Kyōji Amou)
- Ultimate Marvel vs. Capcom 3 (Albert Wesker)
- Warriors Orochi (Kenshin Uesugi, Ieyasu Tokugawa)
- Warriors Orochi 2 (Kenshin Uesugi, Ieyasu Tokugawa)
- Warriors Orochi 3 (Kenshin Uesugi, Ieyasu Tokugawa)
- Warriors Orochi 4 (Kenshin Uesugi, Ieyasu Tokugawa)
- World of Final Fantasy (Tonberry)
- Xenosaga Episode I: Der Wille zur Macht (Margulis)
- Xenosaga Episode II: Jenseits von Gut und Bose (Margulis)
- Xenosaga Episode III: Also Sprach Zarathustra (Margulis)
- Xenoblade Chronicles (Sorean)

### Ruoli doppiati
- Batman: The Brave and the Bold (Rohtul)
- Big Hero 6 (generale)
- Dinosauri (Kron)
- Il libro della vita (Xibalba)
- The Batman (Lex Luthor)